# Tschirka-Kem
Tschirka-Kem (russisch Чирка-Кемь, Чирко-Кемь, finnisch Tširkkakemijoki) ist ein rechter Nebenfluss des Kem in der Republik Karelien im Nordwesten Russlands.
Der Fluss hat eine Länge von 221 km und ein Einzugsgebiet von 8270 km². Er entspringt auf dem Westkarelischen Höhenrücken. Von dort fließt er in überwiegend nördlicher Richtung und mündet in den vom Kem durchflossenen See Jaschkojarwi (Яшкоярви). An seiner Mündung erreicht der Tschirka-Kem einen mittleren Abfluss von 81 m³/s. Die beiden linken Nebenflüsse Rastas und Chjame entwässern den westlich gelegenen See Njuk zum Tschirka-Kem.